# Campionati mondiali di sollevamento pesi Berlino 1905
I Campionati mondiali di sollevamento pesi 1905, 6ª edizione della manifestazione, si disputarono a Berlino dall'8 al 10 aprile 1905. Furono i primi organizzati dall'International Weightlifting Federation, nonché i primi suddivisi in categorie di peso.
Inoltre, nel 1905 i mondiali si disputarono in tre edizioni separate, dei quali questa fu la prima: per la specialità del sollevamento pesi le edizioni multiple in un anno dei campionati mondiali si ripeteranno anche nel 1910 (due) e nel 1911 (quattro).
La Federazione in seguito riconobbe come valide per il titolo mondiale anche le cinque edizioni precedenti.

## Titoli in palio
Si assegnarono titoli nelle tre categorie sotto elencate.
| Categoria    | Eventi      |
| ------------ | ----------- |
| Pesi leggeri | 67.5 kg     |
| Pesi medi    | 80 kg       |
| Pesi massimi | Oltre 80 kg |

## Risultati
| Evento      | Oro              | Argento            | Bronzo        |
| ----------- | ---------------- | ------------------ | ------------- |
| 67.5 kg     | Nikolaus Winkler | Albert Hansen      | Paul Grimm    |
| 80 kg       | Otto Walther     | Josef Lindinger    | Edmund Danzer |
| Oltre 80 kg | Josef Steinbach  | Karl Witzelsberger | Franz Pilka   |

## Medagliere
| Posiz. | Nazione  | Oro | Argento | Bronzo | Totale |
| ------ | -------- | --- | ------- | ------ | ------ |
| 1      | Germania | 2   | 2       | 1      | 5      |
| 2      | Austria  | 1   | 1       | 2      | 4      |
| Totale | Totale   | 3   | 3       | 3      | 9      |